# Юган Йонсон
Юган Йонсон (швед. Johan Jönson, 1966 року народження) — шведський автор і поет. Дебютував як письменник у 1992 році та до 2016 року опублікував шістнадцять книг.
Народився в Буросі, виріс у Сундсваллі і поблизу нього, а в 1990 році переїхав до Стокгольма.

## Призи та нагороди
- 2008 р. — літературна премія газети «Афтонбладет»[2]
- 2009 р. — номінація на літературну премію Північної ради[3]
- 2009 р. — номінація на літературну премію Норрланду
- 2009 р. — Стипендіальний фонд Альберта Боннієра для молодих та нових авторів[sv]
- 2010 — Номінація на Августівську премію[sv][4]
- 2012 р. — премія Ейвінда Юнсона[sv]
- 2014 — Фонд стипендій Альберта Боннієра для шведських авторів
- 2015 — номінація на літературну премію Норрланду
- 2016 — номінація на культурну премію VästerbottensKuriren
- 2017 р. — поетична премія Герарда Боннієра[sv]
- 2017 — Міжнародна поетична премія Нові-Сада (Сербія)
- 2020 — номінація на літературну премію Норрланду
- 2020 рік — поетична премія Шведського радіо
- 2020 — номінація на літературну премію Північної ради